# Protium ptarianum
Protium ptarianum là một loài thực vật có hoa trong họ Burseraceae. Loài này được Steyerm. miêu tả khoa học đầu tiên năm 1952.